# Федерико Майор
Федерико Майор Сарагоса (на испански: Federico Mayor Zaragoza) е испански учен биохимик и политик, генерален директор на ЮНЕСКО (Организацията на обединените нации за образование, наука и култура) от 1987 до 1999 г.

## Биография
Роден е в Барселона на 27 януари 1934 г. Защитава докторска степен по фармация в университета „Комплутенсе“ в Мадрид през 1958. През 1963 г. е назначен за професор по биохимия в Гренадския университет, където а ректор от 1968 до 1972. През 1973 е назначен за професор по биохимия в Мадрид, а през 1974 става един от основателите на Центъра за молекулярна биология „Северо Очоа“ в Мадрид и Висшия съвет за научни изследвания (CSIS).
Работи като заместник-секретар в министерството на образованието и науката през 1974-1975. През 1977-1978 е народен представител в испанския парламент и съветник на министър-председателя. Назначен е за министър на образованието и науката (1981-1982) и е депутат в европейския парламент (1987). През 1978 е назначен за заместник на генералния директор на ЮНЕСКО, а през 1987 е избран за генерален директор на агенцията. През 1993 е получава втори мандат, но решава да не се кандидатира за трети път. През 1999 г. се връща в Испания, където основава и става пръв президент на Фондацията за култура на мира. През 2002 г. е назначен за председател на Експертната група към Европейския изследователски съвет. През 2005 г. е избран от генералния секретар на ООН за съпредседател на Групата на високо равнище към Съюза на цивилизациите.